# Le mariage de Barillon
Le mariage de barillon is een toneelstuk geschreven door Georges Feydeau.

## Verhaal
Barillon is een typische “bourgeois” van rond de veertig wiens vredig bestaan in een huisje bij Belleville alleen maar onderbroken wordt door de avontuurtjes van deze klassieke vrijgezel. Op een dag trouwt hij met een meisje. Zij wil echter niet met hem trouwen. Doordat de ambtenaar van het gemeentehuis echter per ongeluk de verkeerde naam opschrijft, wordt hij de echtgenoot van de moeder van het meisje. Wanneer die moeder dan ook nog eens getrouwd blijkt te zijn met een zeeman die plots terugkomt, ontstaat een knotsgekke situatie. Virginie, het meisje met wie hij wilde trouwen, wil dan ook nog eens trouwen met haar echte geliefde. Maar Barillon, die nu haar vader is, verbiedt het huwelijk. De tweede vader staat het echter toe. Uiteindelijk wordt het huwelijk van Barillon verbroken en blijft hij gewoon vrijgezel.